# Casa de Filme 3
Casa de filme nr. 3, menționată uneori sub denumirea Casa de Filme 3 sau Casa de Filme Trei, a fost un studio românesc de film cu un repertoriu artistic mixt compus din filme cu subiect istoric, filme de actualitate și filme pentru copii.
El a produs până în 1980 un număr de 26 de filme, clasându-se pe locul 3 între cele patru studiouri românești de film care au funcționat în anii 1970-1980, în urma Casei de Filme 5 (41 de filme) și Casei de Filme 4 (31 de filme), dar înaintea Casei de Filme 1 (24 de filme). Printre cele mai cunoscute filme produse au fost Veronica (1973), Veronica se întoarce (1973), Buzduganul cu trei peceți (1977), Pentru patrie (1978), cele trei filme din seria Ardelenii (1978-1981) și Declarație de dragoste (1985).
Casa de Film 3 a fost condusă de directorii Eugen Mandric (1972-1980), Dumitru Solomon (1980-1983) și Dumitru Matală (1983-1985?).

## Filme realizate
- Veronica (1973)
- Veronica se întoarce (1973)
- Trecătoarele iubiri (1974)
- Întoarcerea lui Magellan (1974)
- Zidul (1975)
- Ilustrate cu flori de cîmp (1975)
- Filip cel bun (1975)
- Muntele ascuns (1975)
- Tată de duminică (1975)
- Zile fierbinți (1975)
- Alarmă în Deltă (1976)
- Singurătatea florilor (1976)
- Prin cenușa imperiului (1976)
- Operațiunea Monstrul (1976)
- Instanța amînă pronunțarea (1976)
- Ultimele zile ale verii (1976)
- Buzduganul cu trei peceți (1977) - împreună cu Casa de Filme 1
- Mama (1977)
- Trepte pe cer (1978)
- Profetul, aurul și ardelenii (1978)
- Pentru patrie (1978)
- Cianura... și picătura de ploaie (1978)
- Mai presus de orice (1978)
- Vacanță tragică (1979)
- Artista, dolarii și ardelenii (1980)
- Întoarcerea lui Vodă Lăpușneanu (1980)
- Ultima noapte de dragoste (1980)
- Proba de microfon (1980)
- Pruncul, petrolul și ardelenii (1981)
- Croaziera (1981)
- Ștefan Luchian (1981)
- Liniștea din adîncuri (1982)
- Angela merge mai departe (1982)
- Viraj periculos (1983)
- Întoarcerea din iad (1983)
- Căruța cu mere (1983)
- Bocet vesel (1984)
- Glissando (1984)
- Raliul (1984)
- Rîdeți ca-n viață (1985)
- Mușchetarii în vacanță (1985)
- Ciuleandra (1985)
- Declarație de dragoste (1985)
- Întunecare (1986)